# BBC Sessions (The Who)
BBC Sessions is een live-album van de Britse rockband The Who en werd uitgegeven op 15 februari 2000 door Polydor Records. Het bestaat uit twee cd's met 24 nummers en twee jingles, die live opgenomen zijn in de studio's van BBC in Londen.
Met uitzondering van de jingles om het album te ondersteunen en een foutieve volgorde van het derde nummer, zijn alle opnamen in chronologische volgorde.

## Track listing
(Alle nummers zijn geschreven door Pete Townshend, tenzij anders aangegeven.)
1. "My Generation (Radio 1 Jingle)" – 0:57
2. "Anyway, Anyhow, Anywhere" (Townshend/Daltrey) – 2:44
3. "Good Lovin'" (Clark / Resnick) – 1:49
4. "Just You and Me, Darling" (Brown) – 2:01
5. "Leaving Here" (Holland-Dozier-Holland) – 2:34
6. "My Generation" – 3:23
7. "The Good's Gone" – 2:59
8. "La La La Lies" – 2:11
9. "Substitute" – 3:30
10. "Man with Money" (Everly / Everly) – 2:31
11. "Dancing in the Street" (Stevenson / Gaye/Hunter) – 2:23
12. "Disguises" – 2:57
13. "I'm a Boy" – 2:39
14. "Run Run Run" – 3:16
15. "Boris the Spider" (Entwistle) – 2:13
16. "Happy Jack" – 2:09
17. "See My Way" (Daltrey) – 1:50
18. "Pictures of Lily" – 2:34
19. "A Quick One (While He's Away)" – 7:01
20. "Substitute" version 2 – 2:12
21. "The Seeker" – 3:04
22. "I'm Free" – 2:24
23. "Shakin' All Over"/"Spoonful" medley (Heath / Dixon) – 3:41
24. "Relay" – 4:56
25. "Long Live Rock" – 3:52
26. "Boris the Spider (Radio 1 Jingle)" (J. Entwistle) – 0:10

### Opname- en uitzenddetails
Tracks 2, 4 & 5 zijn opgenomen op 24 mei 1965 in de Aeolian Hall, Londen.
Uitgezonden tijdens Saturday Club, 29 mei 1965.
Geproduceerd door Jimmy Grant en Brian Willey.
Track 3 is opgenomen op 15 juni 1965 in de Aeolian Hall, Londen.
Uitgezonden tijdens het radioprogramma Top Gear, 19 juni 1965.
Geproduceerd door Bernie Andrews.
Tracks 6, 7 & 8 zijn opgenomen op 22 november 1965 in de Aeolian Hall, Londen.
Uitgezonden tijdens Saturday Club, 27 november 1965.
Geproduceerd door Jimmy Grant en Brian Willey.
Tracks 9, 10 & 11 zijn opgenomen op 15 maart 1966 in de Aeolian Hall, Londen.
Uitgezonden tijddens Saturday Club, 19 maart 1966.
Geproduceerd door Jimmy Grant en Brian Willey.
Tracks 12 & 13 zijn opgenomen op 13 september 1966 in het BBC Playhouse Theatre, Londen.
Uitgezonden tijdens Saturday Club, 17 september 1966.
Geproduceerd door Jimmy Grant en Brian Willey.
Tracks 14, 15, 16 & 17 zijn opgenomen op 17 januari 1967 in het BBC Playhouse Theatre, Londen.
Uitgezonden tijdens Saturday Club, 21 januari 1967.
Geproduceerd door Bill Bebb en Jimmy Grant.
Tracks 1, 18, 19 & 26 zijn opgenomen op 10 oktober 1967 in de De Lane Lea Studios, Kingsway, Londen.
Uitgezonden tijdens het radioprogramma Top Gear, 15 oktober 1967.
Geproduceerd door Bernie Andrews en Bev Phillips.
Tracks 20, 21, 22 & 23 zijn opgenomen op 13 april 1970 in de IBC Studios, Londen.
Uitgezonden tijdens de Dave Lee Travis show, 19 april 1970.
Geproduceerd door Paul Williams.
Tracks 24 & 25 zijn opgenomen op 29 januari 1973 in het BBC Television Centre aan de Wood Lane, Londen.
Uitgezonden tijdens de Old Grey Whistle Test, BBC Two, 30 januari 1973.
Geproduceerd door Michael Appleton.